# 딘 루이스
딘 루이스(영어: Dean Lewis, 1987년 10월 21일 ~ )는 오스트레일리아의 팝 가수다. 루이스는 2016년 싱글 "Waves"로 가장 잘 알려져 있으며, 이 곡은 오스트레일리아에서 7× 플래티넘 인증을 받았다. 2018년 싱글 "Be Alright"는 오스트레일리아에서 1위를 차지했고 발매 후 4주 만에 플래티넘 인증을 받았으며, 결과적으로 오스트레일리아에서 11× 플래티넘을 달성하고 전 세계적으로 멀티 플래티넘을 달성했으며 미국에서는 더블 플래티넘을 달성했다. 2022년 싱글 "How Do I Say Goodbye"는 소셜 미디어에서 전 세계적으로 인기를 얻었으며 10개국 이상에서 골드 또는 플래티넘 인증을 받았다.